# Gia Ấm
Gia Ấm (chữ Hán giản thể: 嘉荫县, âm Hán Việt: Gia Ấm huyện) là một huyện thuộc địa cấp thị Y Xuân, tỉnh Hắc Long Giang, Cộng hòa Nhân dân Trung Hoa. Huyện Gia Ấm có diện tích 6740 km², dân số 73.000 người. Huyện này đông bắc giáp Nga. Huyện lỵ đóng tại trấn Triều Dương. Huyện Gia Ấm được chia thành các đơn vị hành chính gồm 3 trấn, 6 hương, 1 nông trường quốc doanh.
- Trấn: Triều Dương, Ô Vân, Ô La Ha.
- Hương: Thường Thắng, Hướng Dương, Nê Gia, Hồng Quang, Bảo Hưng, Thanh Sơn.
- Nông trường quốc doanh Gia Ấm.